# Коэн, Стэнли Норман
Стэнли Норман Коэн (англ. Stanley Norman Cohen; род. 1935, Перт-Амбой, Нью-Джерси, США) — американский генетик. Профессор Стэнфордского университета, член НАН США (1979). Удостоен Национальной научной медали (1988), лауреат премии Вольфа (1981).

## Биография
Выпускник Ратгерского университета, Коэн получил учёную степень доктора в Школе медицины Университета Пенсильвании в 1960 г. После дальнейшей подготовки в различных учреждениях, в том числе в Национальных институтах здравоохранения США, он в 1968 году присоединился к преподавательскому составу Стэнфордского университета.
Именно там Коэн начал исследовать бактериальные плазмиды. Он хотел понять, как гены плазмид могут делать бактерии устойчивыми к антибиотикам. Исследования Коэна в 1972 году, в сочетании с исследованиями Пола Берга и Герберта Бойера, привели к разработке методов для объединения генов и генной трансплантации. Это открытие ознаменовало рождение генной инженерии, за что Коэн получил в 1988 году Национальную научную медаль США.
Он также является соавтором предложения о единой номенклатуре бактериальных плазмид.
Сегодня[когда?] Коэн является профессором генетики и медицины в Стэнфордском университете, где он работает над целым рядом научных проблем, включая рост и развитие клеток.
Член National Academy of Inventors (2017).
Поставил свою подпись под «Предупреждением учёных человечеству» (1992).

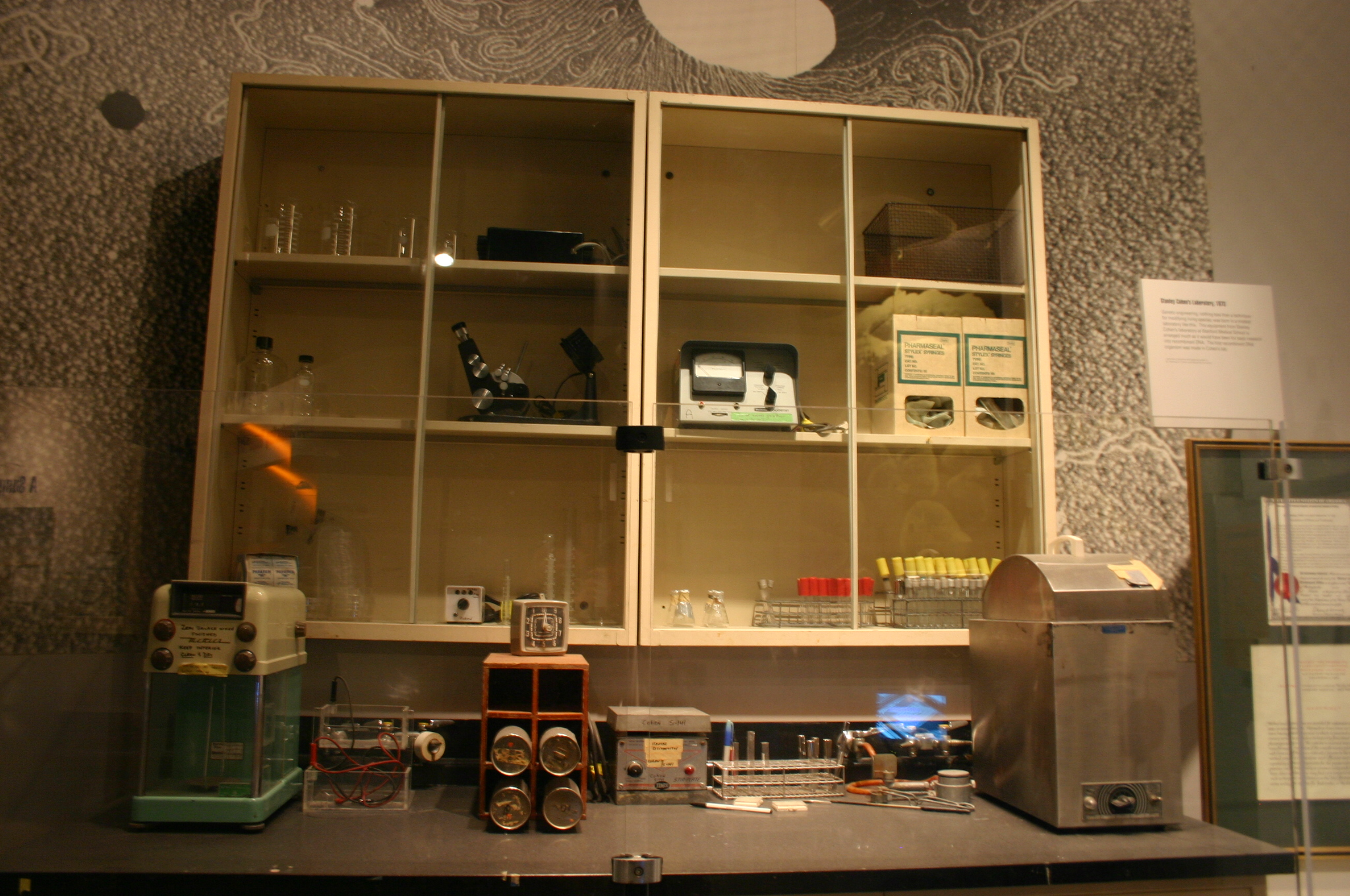
Лаборатория генной инженерии Стэнли Нормана Коэна, 1973 — Национальный музей американской истории

## Награды
- 1980 — Премия Альберта Ласкера за фундаментальные медицинские исследования.
- 1981 — Премия Вольфа по медицине.
- 1988 — Национальная научная медаль США[7].
- 1989 — Национальная медаль США в области технологий и инноваций.
- 1996 — Премия Лемельсона.
- 2004 — Премия медицинского центра Олбани (совместно с Гербертом Бойером)
- 2004 — Премия Шао в медицине и науках о жизни.
- 2009 — Double Helix Medal[англ.]
- 2016 — Biotechnology Heritage Award[англ.]